# Gare d'Outreau
La gare d'Outreau est une gare ferroviaire française de la ligne de Longueau à Boulogne-Ville, située sur les territoires des communes de Saint-Étienne-au-Mont et d'Outreau, dans le département du Pas-de-Calais, en région Hauts-de-France.
C'est une gare de la Société nationale des chemins de fer français, desservie par des trains de fret.

## Situation ferroviaire
Établie à 7 mètres d'altitude, la gare d'Outreau est située au point kilométrique (PK) 249,600 de la ligne de Longueau à Boulogne-Ville, entre les gares ouvertes aux voyageurs de Pont-de-Briques et de Boulogne-Ville.
Elle est également l'origine du raccordement d'Outreau-Poste 1 à l'hoverport, qui permet de desservir le port de Boulogne-sur-Mer en transitant par le tunnel de l'Ave-Maria et l'ancienne gare de Boulogne-Aéroglisseurs.

## Histoire
En 1950, une halte voyageurs jouxtait le passage à niveau situé au nord du triage.

## Service des marchandises
Le site sert de garage pour des trains de fret.

## Galerie de photographies

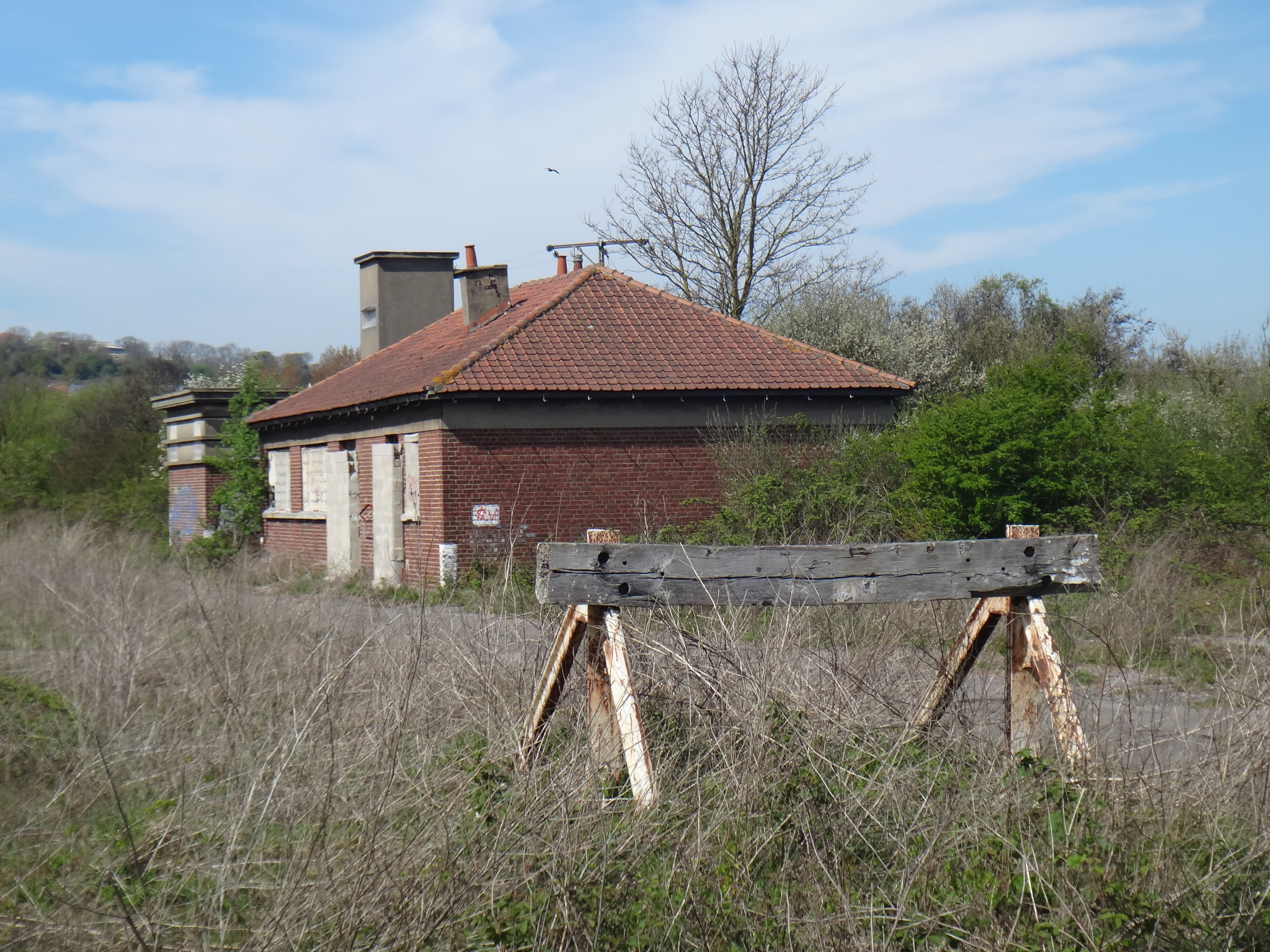
L'un des bâtiments de la gare.
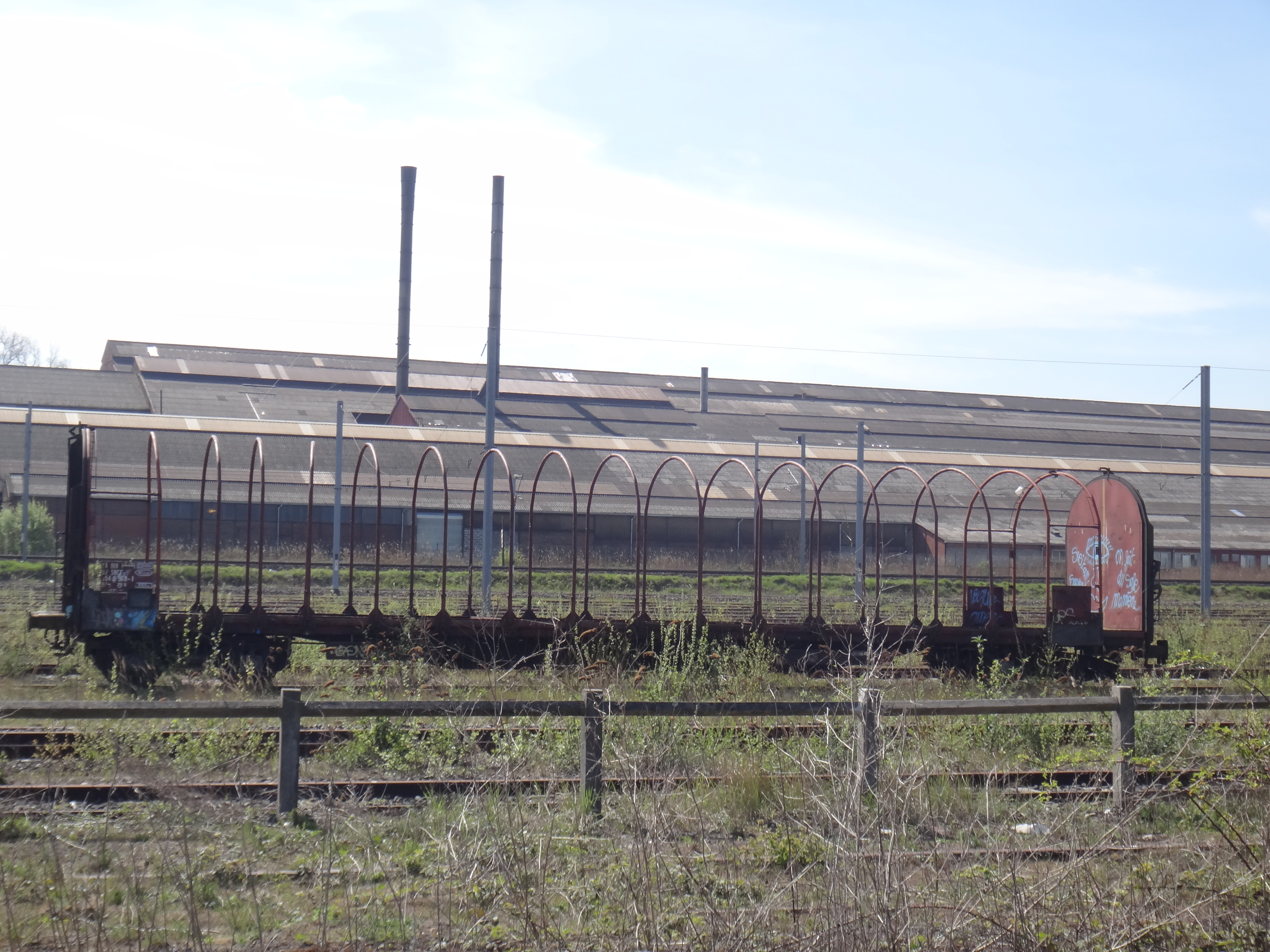
Carcasse d'un wagon.

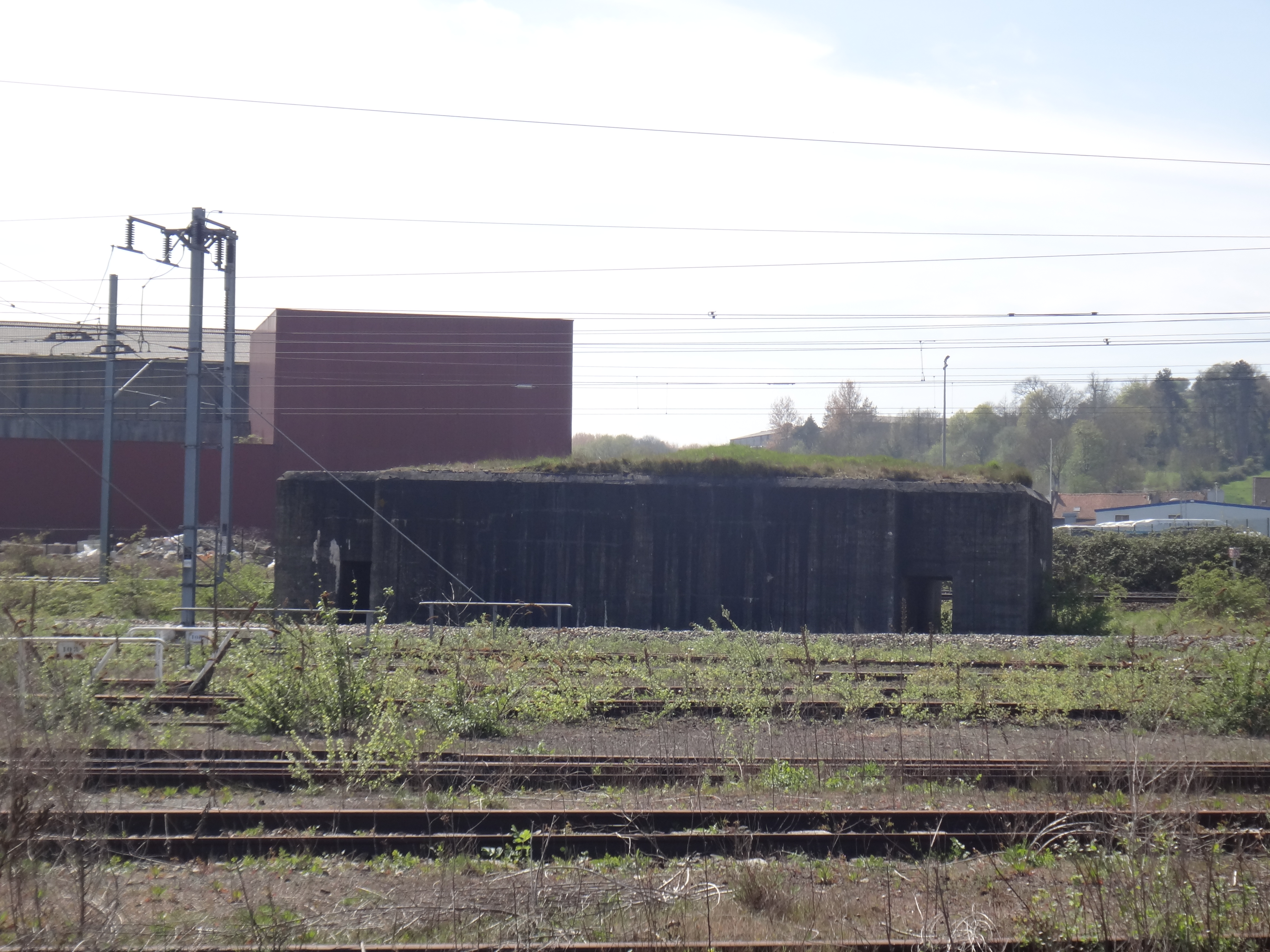
Ancien bunker.
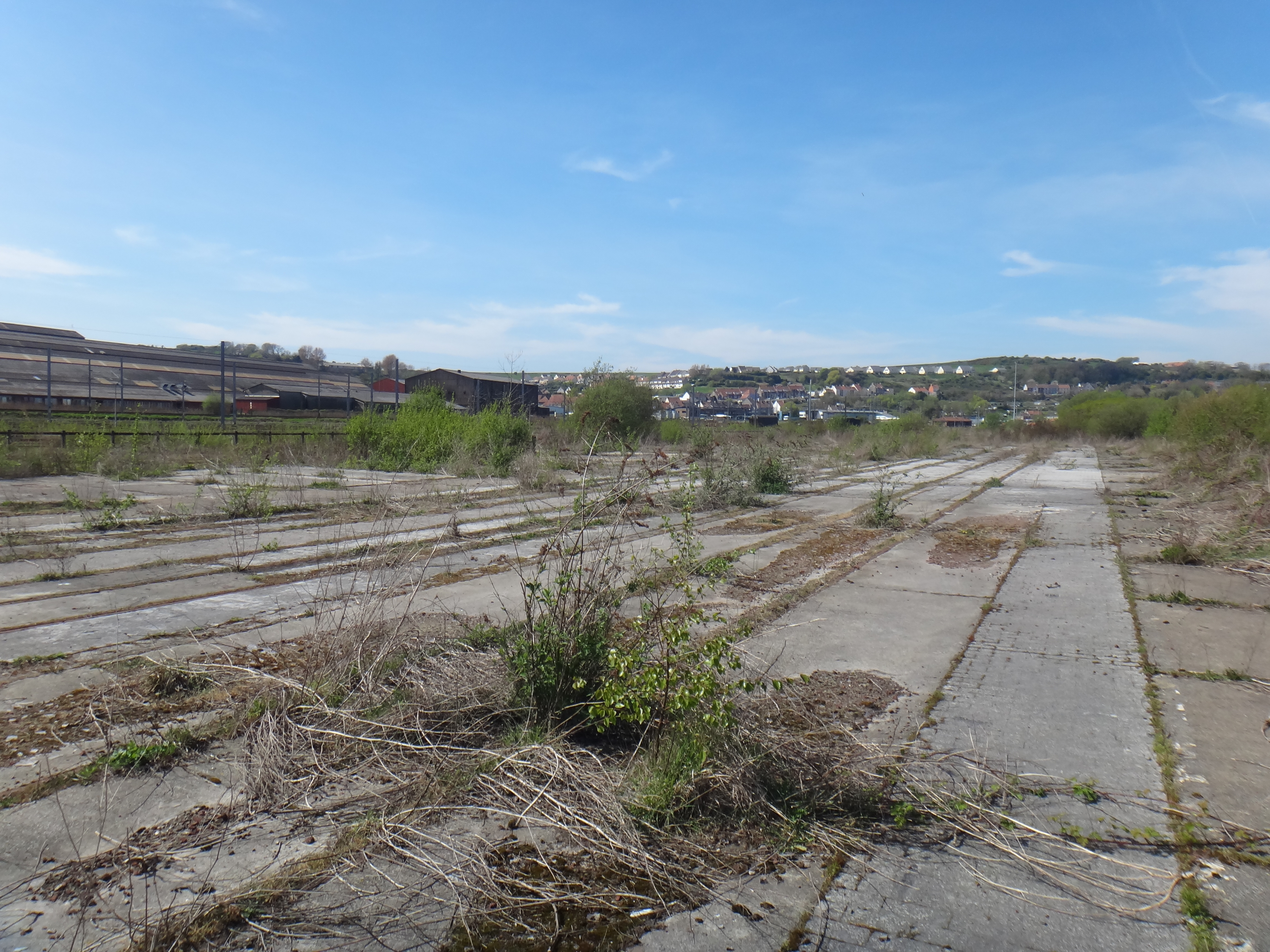
Voies désaffectées.